# クリティクス・チョイス・ムービー・アワード 助演女優賞
クリティクス・チョイス・ムービー・アワード 助演女優賞（Critics' Choice Movie Award for Best Supporting Actress）は、クリティクス・チョイス・アワードの賞の一つ。

## 受賞結果

### 1990年代
| 年   | 女優                     | 作品                   | 役名                   | 出典  |
| ---- | ------------------------ | ---------------------- | ---------------------- | ----- |
| 1995 | ミラ・ソルヴィノ         | 誘惑のアフロディーテ   | リンダ・アッシュ       | [ 1 ] |
| 1996 | ジョアン・アレン         | クルーシブル           | エリザベス・プロクター | [ 2 ] |
| 1997 | ジョーン・キューザック   | イン&アウト            | エミリー・モンゴメリー | [ 3 ] |
| 1998 | ジョアン・アレン         | カラー・オブ・ハート   | ベティ・パーカー       | [ 4 ] |
| 1998 | キャシー・ベイツ         | パーフェクト・カップル | リビー・ホールデン     | [ 4 ] |
| 1999 | アンジェリーナ・ジョリー | 17歳のカルテ           | リサ・ロウ             | [ 5 ] |

### 2000年代
| 年   | 女優                         | 作品                                  | 役名                                    | 出典   |
| ---- | ---------------------------- | ------------------------------------- | --------------------------------------- | ------ |
| 2000 | フランシス・マクドーマンド   | あの頃ペニー・レインと                | エレイン・ミラー                        | [ 6 ]  |
| 2000 | フランシス・マクドーマンド   | ワンダー・ボーイズ                    | サラ・ギャスケル                        | [ 6 ]  |
| 2001 | ジェニファー・コネリー       | ビューティフル・マインド              | アリシア・ナッシュ                      | [ 7 ]  |
| 2001 | キャメロン・ディアス         | バニラ・スカイ                        | ジュリー（ジュリアナ・ジャンニ）        | [ 7 ]  |
| 2001 | マリサ・トメイ               | イン・ザ・ベッドルーム                | ナタリー                                | [ 7 ]  |
| 2002 | キャサリン・ゼタ＝ジョーンズ | シカゴ                                | ヴェルマ・ケリー                        | [ 8 ]  |
| 2002 | キャシー・ベイツ             | アバウト・シュミット                  | ロバータ・ハーツェル                    | [ 8 ]  |
| 2002 | メリル・ストリープ           | アダプテーション                      | スーザン・オーリアン                    | [ 8 ]  |
| 2003 | レネー・ゼルウィガー         | コールド マウンテン                   | ルビー・シューズ                        | [ 9 ]  |
| 2003 | パトリシア・クラークソン     | エイプリルの七面鳥                    | ジョーイ・バーンズ                      | [ 9 ]  |
| 2003 | マーシャ・ゲイ・ハーデン     | ミスティック・リバー                  | セレステ・ボイル                        | [ 9 ]  |
| 2003 | ホリー・ハンター             | サーティーン あの頃欲しかった愛のこと | メラニー・フリーランド                  | [ 9 ]  |
| 2003 | スカーレット・ヨハンソン     | ロスト・イン・トランスレーション      | シャーロット                            | [ 9 ]  |
| 2004 | ヴァージニア・マドセン       | サイドウェイ                          | マヤ                                    | [ 10 ] |
| 2004 | ケイト・ブランシェット       | アビエイター                          | キャサリン・ヘプバーン                  | [ 10 ] |
| 2004 | ローラ・リニー               | 愛についてのキンゼイ・レポート        | クララ・マクミレン                      | [ 10 ] |
| 2004 | ナタリー・ポートマン         | クローサー                            | アリス・エアーズ / ジェーン・ジョーンズ | [ 10 ] |
| 2004 | ケイト・ウィンスレット       | ネバーランド                          | シルヴィア・ルウェリン・デイヴィス      | [ 10 ] |
| 2005 | エイミー・アダムス           | Junebug                               | アシュレー・ジョンストン                | [ 11 ] |
| 2005 | ミシェル・ウィリアムズ       | ブロークバック・マウンテン            | アルマ・ビアーズ                        | [ 11 ] |
| 2005 | マリア・ベロ                 | ヒストリー・オブ・バイオレンス        | エディ・ストール                        | [ 11 ] |
| 2005 | キャサリン・キーナー         | カポーティ                            | ハーパー・リー                          | [ 11 ] |
| 2005 | フランシス・マクドーマンド   | スタンドアップ                        | グローリー                              | [ 11 ] |
| 2005 | レイチェル・ワイズ           | ナイロビの蜂                          | テッサ・クエイル                        | [ 11 ] |
| 2006 | ジェニファー・ハドソン       | ドリームガールズ                      | エフィ・ホワイト                        | [ 12 ] |
| 2006 | アドリアナ・バラッザ         | バベル                                | アメリア                                | [ 12 ] |
| 2006 | 菊地凛子                     | バベル                                | 綿谷千恵子                              | [ 12 ] |
| 2006 | ケイト・ブランシェット       | あるスキャンダルについての覚え書き    | シーバ・ハート                          | [ 12 ] |
| 2006 | キャサリン・オハラ           | For Your Consideration                | マリリン・ハック                        | [ 12 ] |
| 2006 | エマ・トンプソン             | 主人公は僕だった                      | カレン・アイフル                        | [ 12 ] |
| 2007 | エイミー・ライアン           | ゴーン・ベイビー・ゴーン              | ヘリーン・マックリーディ                | [ 13 ] |
| 2007 | ケイト・ブランシェット       | アイム・ノット・ゼア                  | ジュード                                | [ 13 ] |
| 2007 | キャサリン・キーナー         | イントゥ・ザ・ワイルド                | ジャン・バレス                          | [ 13 ] |
| 2007 | ヴァネッサ・レッドグレイヴ   | つぐない                              | ブライオニー・タリス（老年）            | [ 13 ] |
| 2007 | ティルダ・スウィントン       | フィクサー                            | カレン・クラウダー                      | [ 13 ] |
| 2008 | ケイト・ウィンスレット       | 愛を読むひと                          | ハンナ・シュミッツ                      | [ 14 ] |
| 2008 | ペネロペ・クルス             | それでも恋するバルセロナ              | マリア・エレーナ                        | [ 14 ] |
| 2008 | ヴィオラ・デイヴィス         | ダウト〜あるカトリック学校で〜        | ミラー夫人                              | [ 14 ] |
| 2008 | ヴェラ・ファーミガ           | ザ・クリミナル 合衆国の陰謀           | エリカ・ヴァン・ドーレン                | [ 14 ] |
| 2008 | タラジ・P・ヘンソン          | ベンジャミン・バトン 数奇な人生       | クイニー                                | [ 14 ] |
| 2008 | マリサ・トメイ               | レスラー                              | キャシディ                              | [ 14 ] |
| 2009 | モニーク                     | プレシャス                            | メアリー                                | [ 15 ] |
| 2009 | ヴェラ・ファーミガ           | マイレージ、マイライフ                | アレックス・ゴーラン                    | [ 15 ] |
| 2009 | アナ・ケンドリック           | マイレージ、マイライフ                | ナタリー・キーナー                      | [ 15 ] |
| 2009 | マリオン・コティヤール       | NINE                                  | ルイザ                                  | [ 15 ] |
| 2009 | ジュリアン・ムーア           | シングルマン                          | シャーロット（チャーリー）              | [ 15 ] |
| 2009 | サマンサ・モートン           | メッセンジャー                        | オリビア・ピーターソン                  | [ 15 ] |

### 2010年代
| 年   | 女優                           | 作品                                              | 役名                             | 出典   |
| ---- | ------------------------------ | ------------------------------------------------- | -------------------------------- | ------ |
| 2010 | メリッサ・レオ                 | ザ・ファイター                                    | アリス・ウォード                 | [ 16 ] |
| 2010 | エイミー・アダムス             | ザ・ファイター                                    | シャーリーン・フレミング         | [ 16 ] |
| 2010 | ヘレナ・ボナム＝カーター       | 英国王のスピーチ                                  | エリザベス妃                     | [ 16 ] |
| 2010 | ミラ・クニス                   | ブラック・スワン                                  | リリー / ザ・ブラック・スワン    | [ 16 ] |
| 2010 | ヘイリー・スタインフェルド     | トゥルー・グリット                                | マティ・ロス                     | [ 16 ] |
| 2010 | ジャッキー・ウィーヴァー       | アニマル・キングダム                              | ジャニー・“スマーフ”・コディ     | [ 16 ] |
| 2011 | オクタヴィア・スペンサー       | ヘルプ 〜心がつなぐストーリー〜                   | ミニー・ジャクソン               | [ 17 ] |
| 2011 | ベレニス・ベジョ               | アーティスト                                      | ペピー・ミラー                   | [ 17 ] |
| 2011 | ジェシカ・チャステイン         | ヘルプ 〜心がつなぐストーリー〜                   | シーリア・フット                 | [ 17 ] |
| 2011 | メリッサ・マッカーシー         | ブライズメイズ 史上最悪のウェディングプラン       | メーガン                         | [ 17 ] |
| 2011 | キャリー・マリガン             | SHAME -シェイム-                                  | シシー・サリヴァン               | [ 17 ] |
| 2011 | シェイリーン・ウッドリー       | ファミリー・ツリー                                | アレクサンドラ・キング           | [ 17 ] |
| 2012 | アン・ハサウェイ               | レ・ミゼラブル                                    | ファンティーヌ                   | [ 18 ] |
| 2012 | エイミー・アダムス             | ザ・マスター                                      | ペギー・ドッド                   | [ 18 ] |
| 2012 | ジュディ・デンチ               | 007 スカイフォール                                | M                                | [ 18 ] |
| 2012 | アン・ダウド                   | コンプライアンス 服従の心理                       | サンドラ                         | [ 18 ] |
| 2012 | サリー・フィールド             | リンカーン                                        | メアリー・トッド・リンカーン     | [ 18 ] |
| 2012 | ヘレン・ハント                 | セッションズ                                      | シェリル・コーエン＝グリーン     | [ 18 ] |
| 2013 | ルピタ・ニョンゴ               | それでも夜は明ける                                | パッツィー                       | [ 19 ] |
| 2013 | スカーレット・ヨハンソン       | her/世界でひとつの彼女                            | サマンサの声                     | [ 19 ] |
| 2013 | ジェニファー・ローレンス       | アメリカン・ハッスル                              | ロザリン・ローゼンフェルド       | [ 19 ] |
| 2013 | ジュリア・ロバーツ             | 8月の家族たち                                     | バーブラ・ウェストン＝フォーダム | [ 19 ] |
| 2013 | ジューン・スキッブ             | ネブラスカ ふたつの心をつなぐ旅                   | ケイト・グラント                 | [ 19 ] |
| 2013 | オプラ・ウィンフリー           | 大統領の執事の涙                                  | グロリア・ゲインズ               | [ 19 ] |
| 2014 | パトリシア・アークエット       | 6才のボクが、大人になるまで。                     | オリヴィア・エヴァンス           | [ 20 ] |
| 2014 | ジェシカ・チャステイン         | アメリカン・ドリーマー 理想の代償                 | アンナ・モラレス                 | [ 20 ] |
| 2014 | キーラ・ナイトレイ             | イミテーション・ゲーム/エニグマと天才数学者の秘密 | ジョーン・クラーク               | [ 20 ] |
| 2014 | エマ・ストーン                 | バードマン あるいは（無知がもたらす予期せぬ奇跡） | サマンサ・トムソン               | [ 20 ] |
| 2014 | メリル・ストリープ             | イントゥ・ザ・ウッズ                              | 魔女                             | [ 20 ] |
| 2014 | ティルダ・スウィントン         | スノーピアサー                                    | メイソン                         | [ 20 ] |
| 2015 | アリシア・ヴィキャンデル       | リリーのすべて                                    | ゲルダ・ヴィーグナー             | [ 21 ] |
| 2015 | ジェニファー・ジェイソン・リー | ヘイトフル・エイト                                | デイジー・ドメルグ               | [ 21 ] |
| 2015 | ルーニー・マーラ               | キャロル                                          | テレーズ・ベリベット             | [ 21 ] |
| 2015 | レイチェル・マクアダムス       | スポットライト 世紀のスクープ                     | サーシャ・ファイファー           | [ 21 ] |
| 2015 | ヘレン・ミレン                 | トランボ ハリウッドに最も嫌われた男               | ヘッダ・ホッパー                 | [ 21 ] |
| 2015 | ケイト・ウィンスレット         | スティーブ・ジョブズ                              | ジョアンナ・ホフマン             | [ 21 ] |
| 2016 | ヴィオラ・デイヴィス           | フェンス                                          | ローズ・リー・マクソン           | [ 22 ] |
| 2016 | グレタ・ガーウィグ             | 20センチュリー・ウーマン                          | アビゲイル・"アビー"・ポーター   | [ 22 ] |
| 2016 | ナオミ・ハリス                 | ムーンライト                                      | ポーラ                           | [ 22 ] |
| 2016 | ニコール・キッドマン           | LION/ライオン 〜25年目のただいま〜                | スー・ブライアリー               | [ 22 ] |
| 2016 | ジャネール・モネイ             | ドリーム                                          | メアリー・ジャクソン             | [ 22 ] |
| 2016 | ミシェル・ウィリアムズ         | マンチェスター・バイ・ザ・シー                    | ランディ                         | [ 22 ] |
| 2017 | アリソン・ジャネイ             | アイ,トーニャ 史上最大のスキャンダル              | ラヴォナ・ゴールデン             | [ 23 ] |
| 2017 | メアリー・J. ブライジ          | マッドバウンド 哀しき友情                         | フローレンス・ジャクソン         | [ 23 ] |
| 2017 | ホン・チャウ                   | ダウンサイズ                                      | ノク・ラン・トラン               | [ 23 ] |
| 2017 | ティファニー・ハディッシュ     | ガールズ・トリップ                                | ディナ                           | [ 23 ] |
| 2017 | ホリー・ハンター               | ビッグ・シック ぼくたちの大いなる目ざめ           | ベス・ガードナー                 | [ 23 ] |
| 2017 | ローリー・メトカーフ           | レディ・バード                                    | マリオン・マクファーソン         | [ 23 ] |
| 2017 | オクタヴィア・スペンサー       | シェイプ・オブ・ウォーター                        | ゼルダ・フラー                   | [ 23 ] |
| 2018 | レジーナ・キング               | ビール・ストリートの恋人たち                      | シャロン・リヴァーズ             | [ 24 ] |
| 2018 | エマ・ストーン                 | 女王陛下のお気に入り                              | アビゲイル・メイシャム           | [ 24 ] |
| 2018 | レイチェル・ワイズ             | 女王陛下のお気に入り                              | サラ・ジェニングス               | [ 24 ] |
| 2018 | エイミー・アダムス             | バイス                                            | リン・チェイニー                 | [ 24 ] |
| 2018 | クレア・フォイ                 | ファースト・マン                                  | ジャネット・アームストロング     | [ 24 ] |
| 2018 | ニコール・キッドマン           | ある少年の告白                                    | ナンシー・エモンズ               | [ 24 ] |
| 2019 | ローラ・ダーン                 | マリッジ・ストーリー                              | ノラ・ファンショー               | [ 25 ] |
| 2019 | スカーレット・ヨハンソン       | ジョジョ・ラビット                                | ロージー・ベッツラー             | [ 25 ] |
| 2019 | ジェニファー・ロペス           | ハスラーズ                                        | ラモーナ・ヴェガ                 | [ 25 ] |
| 2019 | フローレンス・ピュー           | ストーリー・オブ・マイライフ/わたしの若草物語     | エイミー・マーチ                 | [ 25 ] |
| 2019 | マーゴット・ロビー             | スキャンダル                                      | ケイラ・ポスピシル               | [ 25 ] |
| 2019 | チャオ・シューチェン           | フェアウェル                                      | ナイナイ                         | [ 25 ] |

### 2020年代
| 年   | 女優                           | 作品                                                                  | 役名                                   | 出典   |
| ---- | ------------------------------ | --------------------------------------------------------------------- | -------------------------------------- | ------ |
| 2020 | マリア・バカローヴァ           | 続・ボラット 栄光ナル国家だったカザフスタンのためのアメリカ貢ぎ物計画 | トゥーター・サグディエフ               | [ 26 ] |
| 2020 | エレン・バースティン           | 私というパズル                                                        | エリザベス・ワイス                     | [ 26 ] |
| 2020 | グレン・クローズ               | ヒルビリー・エレジー 郷愁の哀歌                                       | マモーウ                               | [ 26 ] |
| 2020 | アマンダ・サイフリッド         | Mank/マンク                                                           | マリオン・デイヴィス                   | [ 26 ] |
| 2020 | オリヴィア・コールマン         | ファーザー                                                            | アン                                   | [ 26 ] |
| 2020 | ユン・ヨジョン                 | ミナリ                                                                | スンジャ                               | [ 26 ] |
| 2021 | アリアナ・デボーズ             | ウエスト・サイド・ストーリー                                          | アニータ                               | [ 27 ] |
| 2021 | カトリーナ・バルフ             | ベルファスト                                                          | マー                                   | [ 27 ] |
| 2021 | キルスティン・ダンスト         | パワー・オブ・ザ・ドッグ                                              | ローズ・ゴードン                       | [ 27 ] |
| 2021 | アン・ダウド                   | 対峙                                                                  | リンダ                                 | [ 27 ] |
| 2021 | アーンジャニュー・エリス       | ドリームプラン                                                        | オラシーン・“ブランディ”・ウィリアムズ | [ 27 ] |
| 2021 | リタ・モレノ                   | ウエスト・サイド・ストーリー                                          | バレンティーナ                         | [ 27 ] |
| 2022 | アンジェラ・バセット           | ブラックパンサー/ワカンダ・フォーエバー                               | ラモンダ                               | [ 28 ] |
| 2022 | ジェシー・バックリー           | ウーマン・トーキング 私たちの選択                                     | マリチェ                               | [ 28 ] |
| 2022 | ケリー・コンドン               | イニシェリン島の精霊                                                  | シボーン・スーランウォーン             | [ 28 ] |
| 2022 | ジェイミー・リー・カーティス   | エブリシング・エブリウェア・オール・アット・ワンス                    | ディアドラ・ボーベアドラ               | [ 28 ] |
| 2022 | ステファニー・スー             | エブリシング・エブリウェア・オール・アット・ワンス                    | ジョイ・ワン / ジョブ・トゥパキ        | [ 28 ] |
| 2022 | ジャネール・モネイ             | ナイブズ・アウト: グラス・オニオン                                    | カサンドラ・“アンディ”・ブランド       | [ 28 ] |
| 2023 | ダヴァイン・ジョイ・ランドルフ | ホールドオーバーズ 置いてけぼりのホリディ                             | メアリー                               | [ 29 ] |
| 2023 | エミリー・ブラント             | オッペンハイマー                                                      | キャサリン・オッペンハイマー           | [ 29 ] |
| 2023 | ダニエル・ブルックス           | カラーパープル                                                        | ソフィア                               | [ 29 ] |
| 2023 | アメリカ・フェレーラ           | バービー                                                              | グロリア                               | [ 29 ] |
| 2023 | ジョディ・フォスター           | ナイアド 〜その決意は海を越える〜                                     | ボニー・ストール                       | [ 29 ] |
| 2023 | ジュリアン・ムーア             | メイ・ディセンバー ゆれる真実                                         | グレイシー                             | [ 29 ] |
| 2024 | ゾーイ・サルダナ               | エミリア・ペレス                                                      | リタ・モーラ・カストロ                 | [ 30 ] |
| 2024 | ダニエル・デッドワイラー       | ピアノ・レッスン                                                      | バーニース                             | [ 30 ] |
| 2024 | アーンジャニュー・エリス       | Nickel Boys                                                           | ハティ・カーティス                     | [ 30 ] |
| 2024 | アリアナ・グランデ             | ウィキッド ふたりの魔女                                               | ガリンダ・アップランド                 | [ 30 ] |
| 2024 | マーガレット・クアリー         | ブルータリスト                                                        | サブスタンス                           | [ 30 ] |
| 2024 | イザベラ・ロッセリーニ         | 教皇選挙                                                              | シスター・アグニス                     | [ 30 ] |